# Cabañas de Polendos
Cabañas de Polendos település Spanyolországban, Segovia tartományban. Cabañas de Polendos Torreiglesias, Adrada de Pirón, Brieva, Espirdo, Bernuy de Porreros, Valseca, Encinillas, Cantimpalos és Escobar de Polendos községekkel határos. Lakosainak száma 199 fő (2024).

## Népesség
A település népessége az elmúlt években az alábbi módon változott:
| Lakosok száma | 116  | 121  | 145  | 147  | 181  | 179  | 178  | 177  | 190  | 199  |
|               | 2001 | 2004 | 2007 | 2009 | 2012 | 2014 | 2017 | 2019 | 2022 | 2024 |